# 何炜
何炜（1970年3月—），男，中华人民共和国外交官，曾任中华人民共和国驻多伦多总领事，现任中华人民共和国驻越南社会主义共和国特命全权大使。

## 生平
1996年，进入中华人民共和国外交部工作，先后在外交部亚洲司、驻菲律宾大使馆任职。2009年，任驻特立尼达和多巴哥大使馆参赞。2010年，任驻印度大使馆参赞。2013年，任外交部边界与海洋事务司副司长。2017年3月，出任中华人民共和国驻多伦多总领事。2018年5月，自驻多伦多总领事离任。2024年9月，出任中华人民共和国驻越南大使。

## 家庭
已婚，有一女。